# George B. Kauffman

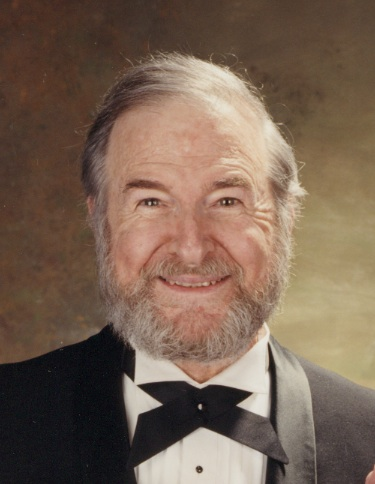
George B. Kauffman

George Bernard Kauffman (* 4. September 1930 in  Philadelphia, Pennsylvania; † 2. Mai 2020 in Fresno) war ein US-amerikanischer Chemiker (Anorganische Chemie, Komplexchemie) und Chemiehistoriker.
Kauffman gewann 1948 die Science Talent Search, studierte an der University of Pennsylvania mit dem Bachelor-Abschluss 1951 und wurde 1956 an der University of Florida promoviert. 1955 war er am Oak Ridge National Laboratory und Forschungschemiker bei der Humble Oil and Refining Company und 1955/56 war er Instructor an der University of Texas. Er war ab 1956 Assistant Professor und ab 1966 Professor an der California State University, Fresno.
Kauffman war Guggenheim Fellow und erhielt 1978 den Dexter Award für Chemiegeschichte. 1993 erhielt er den George C. Pimentel Award in Chemical Education und 1992 die Marc August Pictet Medaille der Gesellschaft für Physik und Naturgeschichte in Genf. 1984 erhielt er den Exceptional Merit Service Award der California State University und 2002 den Helen M. Free Award for Public Outreach der ACS. Er war Fellow der American Association for the Advancement of Science.
Er war Mitherausgeber und Autor (Contributing Editor) des Journal of Chemical Education, Chemical Heritage, Today´s Chemists at Work, Polyhedron (in dem er 1982 bis 1985 Historical Sketches veröffentlichte), Hexagon, Today´s Chemist, Industrial Chemist, Chem 13 News, Chemical Educator und Chemical Intelligencer. Er war 1969/70 Vorsitzender der History Division der American Society of Chemistry und stand dort Symposien und Programmkomitees vor (unter anderem 1975 bis 1981 von Hörkursen der ACS zur Geschichte der Chemie). Kauffman hatte auch gute Verbindungen zur Sowjetunion (schon 1969 wurde er von der Sowjetischen Akademie der Wissenschaften eingeladen, zwei Artikel zu einem Gedächtnisband zu Mendelejews Entdeckung des Periodischen Systems zu schreiben) und erhielt dort mehrere Preise des N. S. Kurnakov Institute.
Kauffman befasste sich unter anderem mit dem Begründer der Komplexchemie Alfred Werner und mit August Strindbergs Verhältnis zur Chemie. Er ist Autor zahlreicher (über 2000) Aufsätze, Reviews und Enzyklopädieartikel zu Chemie, Chemieunterricht und Wissenschaftsgeschichte und von 17 Büchern, insbesondere zu Alfred Werner und zur Geschichte der Komplexchemie. Er war seit 1969 mit Laurie Papazian verheiratet und hat vier Töchter und einen Sohn.